# قائمة مسابقات كرة القدم في الكويت
| البطولة                | النسخة الأولى | النسخة الأخيرة  | الأكثر فوزاً                                          |
| بطولات رسمية           | بطولات رسمية  | بطولات رسمية    | بطولات رسمية                                         |
| ---------------------- | ------------- | --------------- | ---------------------------------------------------- |
| الدوري الممتاز         | 1961          | مستمر           | نادي القادسية (17 مرة)                               |
| دوري الدرجة الأولى     | 1966          | 2012            | نادي الفحيحيل (6 مرات)                               |
| كأس الأمير             | 1962          | مستمر           | نادي القادسية (16 مرة)                               |
| كأس ولي العهد          | 1994          | مستمر           | نادي القادسية (8 مرات)                               |
| كأس السوبر             | 2008          | مستمر           | نادي القادسية (4 مرات)                               |
| بطولات تنشيطية ودية    |               |                 |                                                      |
| كأس الاتحاد الكويتي    | 1974          | مستمرة منذ 2008 | نادي العربي (3 مرات)                                 |
| كأس الخرافي            | 1999          | 2007            | نادي العربي (3 مرات)                                 |
| الدوري المشترك الكويتي | 1970          | 1989            | نادي العربي (5 مرات)                                 |
| الدوري العام           | 2014          | مستمر           | نادي القادسية (مرة) نادي الكويت (مرة)                |
| كأس الحساوي            | 2007          | 2007            | نادي كاظمة (مرة)                                     |
| كأس الشهيد             | 1992          | 1997            | نادي كاظمة (مرة) نادي التضامن (مرة) نادي خيطان (مرة) |